# Världsmästerskapet i netball
Världsmästerskapet i netball  hade premiär 1963.

## Resultat
| År   | Värdnation          | Final                                          | Final    | Final                           | Match om tredjepris | Match om tredjepris | Match om tredjepris          |
| År   | Värdnation          | Vinnare                                        | Resultat | Tvåa                            | Trea                | Resultat            | Fyra                         |
| ---- | ------------------- | ---------------------------------------------- | -------- | ------------------------------- | ------------------- | ------------------- | ---------------------------- |
| 1963 | England             | Australien                                     | [ a ]    | Nya Zeeland                     | England             | [ a ]               | Trinidad och Tobago          |
| 1967 | Australien          | Nya Zeeland                                    | [ a ]    | Australien                      | Sydafrika           | [ a ]               | England                      |
| 1971 | Jamaica             | Australien                                     | [ a ]    | Nya Zeeland                     | England             | [ a ]               | Jamaica/ Trinidad och Tobago |
| 1975 | Australien          | Australien                                     | [ a ]    | England                         | Nya Zeeland         | [ a ]               | Trinidad och Tobago          |
| 1979 | Trinidad och Tobago | Nya Zeeland · Australien · Trinidad och Tobago | [ a ]    | Förstaplats-titeln delades      |                     | [ a ]               | England                      |
| 1983 | Singapore           | Australien                                     | [ a ]    | Nya Zeeland                     | Trinidad och Tobago | [ a ]               | England                      |
| 1987 | Skottland           | Nya Zeeland                                    | [ a ]    | Australien/ Trinidad och Tobago |                     | [ a ]               | England                      |
| 1991 | Australien          | Australien                                     | 53 – 52  | Nya Zeeland                     | Jamaica             | 63 – 54             | England                      |
| 1995 | England             | Australien                                     | 68 – 48  | Sydafrika                       | Nya Zeeland         | 60 – 31             | England                      |
| 1999 | Nya Zeeland         | Australien                                     | 42 – 41  | Nya Zeeland                     | England             | 57 – 43             | Jamaica                      |
| 2003 | Jamaica             | Nya Zeeland                                    | 49 – 47  | Australien                      | Jamaica             | 46 – 40             | England                      |
| 2007 | Nya Zeeland         | Australien                                     | 42 – 38  | Nya Zeeland                     | Jamaica             | 53 – 52             | England                      |
| 2011 | Singapore           | Australien                                     | 58 – 57  | Nya Zeeland                     | England             | 70 – 49             | Jamaica                      |
| 2015 | Australien          | Australien                                     | 58–55    | Nya Zeeland                     | England             | 66–44               | Jamaica                      |
| 2019 | England             | Nya Zeeland                                    | 52–51    | Australien                      | England             | 58–42               | Sydafrika                    |
| 2023 | Sydafrika           |                                                | –        |                                 |                     | –                   |                              |

1. 1 2 3 4 5 6 7 8 9 10 11 12 13 14  Gruppspel

### Fotnoter
1. ↑  Sri Lanka Netball 2010.
2. 1 2 3 4 5 6 7 8 9 10 11 12 13 14  World Netball Championships 2011 Singapore 2011.
3. 1 2  Australian Women's Weekly 1979.
4. 1 2 3  Netball Singapore 2011b.
5. 1 2 3 4  International Federation of Netball Associations 2008.
6. ↑  Netball Singapore 2011.
7. ↑  Hickey & Navin 2007, s. 35.
8. ↑  ursprungligen tänkt att spelas i Suva, Fiji men flyttad på grund av statskuppen i Fiji 2006. Tävlingarna flyttade till Auckland, Nya Zeeland och turneringen flyttad från juli till november 2007
9. ↑  Delahunty, Erin. (16 augusti 2015). Australia beat New Zealand in final to win Netball World Cup once again. The Guardian. Läst 1 december 2017.